# Villa Choisi
La villa Choisi est située sur le territoire de la commune de Bursinel, dans le canton de Vaud en Suisse.

## Histoire
Cette grande demeure néoclassique a été élevée en 1825-1828 pour le grand commerçant Armand Delessert, selon des projets assurément élaborés par l'architecte italo-tessinois Luigi Bagutti. Maison de maître exceptionnelle dans le paysage artistique vaudois pour ses stricts volumes géométriques, elle a frappé de longue date voyageurs et dessinateurs, dont Jean DuBois qui l’a dessinée en 1829 déjà.

### XXesiècle
Sir Winston Churchill vient s’y reposer en 1946. Le parc, dont la vue est agrémentée par une petite île artificielle, a partiellement inspiré Hergé pour l’Affaire Tournesol et a servi également de cadre cinématographique.
L'édifice est inscrit à l'inventaire cantonal du patrimoine en 1991 et à l'inventaire des biens culturels suisse d'importance nationale.
Le domaine autour de la villa s'étend sur 9 hectares et comprend une ferme ainsi qu'une île artificielle ovale de 10 mètres par 15 mètres, située à 70 mètres du rivage, créée en 1930. Il s'agit de l'une des rares îles du Léman,.

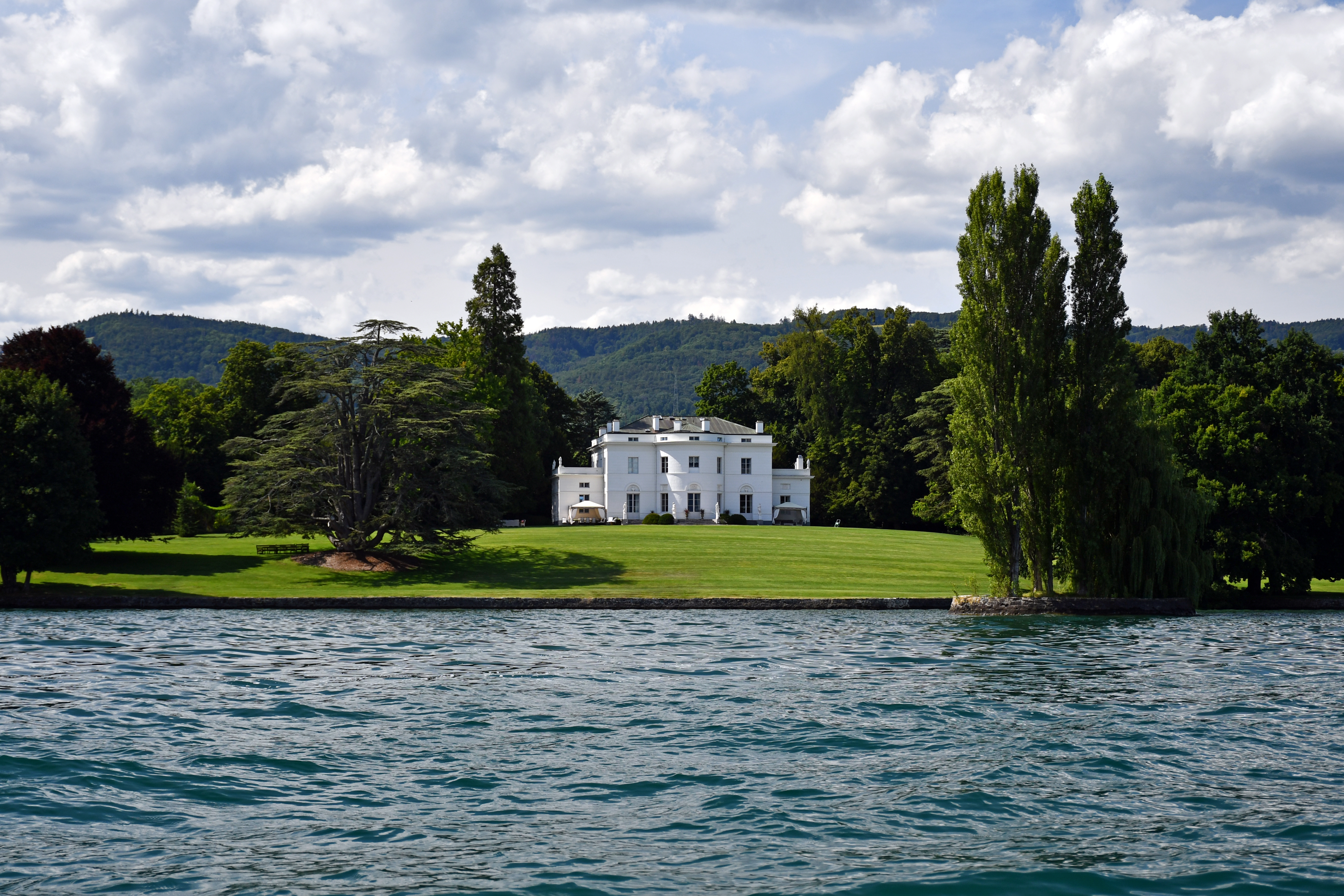
Vue du domaine et de l'île de Choisi depuis le lac.
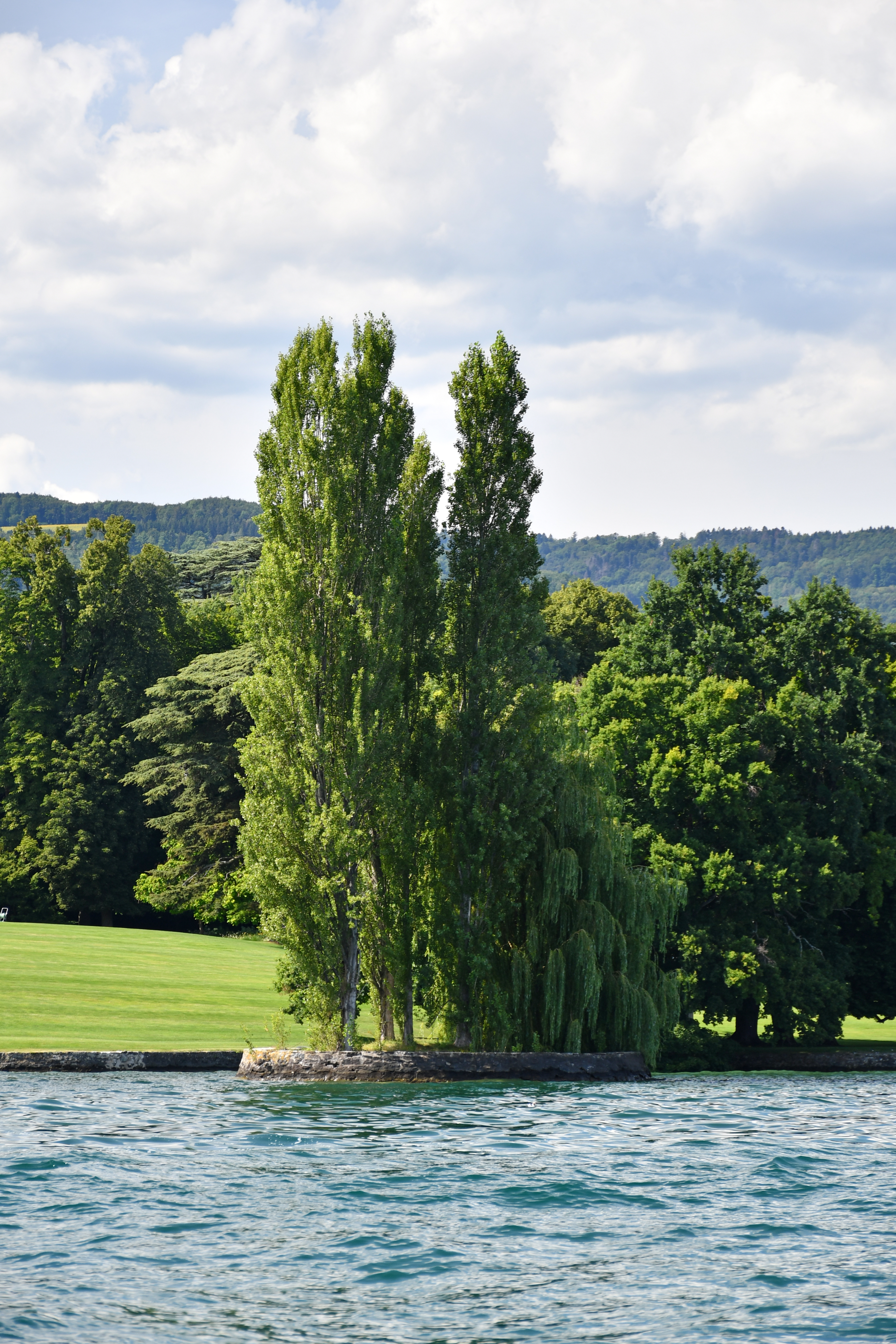
L'île de Choisi vue du lac.